# Associazione Calcio Lanciano 1989-1990
Questa pagina raccoglie le informazioni riguardanti l'Associazione Calcio Lanciano nelle competizioni ufficiali della stagione 1989-1990.

## Rosa
| N. |                   | Ruolo | Calciatore                 |
| -- | ----------------- | ----- | -------------------------- |
|    | Italia (bandiera) | D     | Paolo Agabitini            |
|    | Italia (bandiera) | D     | Sandro Baú                 |
|    | Italia (bandiera) | D     | Ciro Caccavalle            |
|    | Italia (bandiera) | C     | Giampiero Ciriaco          |
|    | Italia (bandiera) | P     | Domenico Delli Pizzi       |
|    | Italia (bandiera) | A     | Tiziano D'Isidoro          |
|    | Italia (bandiera) | C     | Piero D'Orazio             |
|    | Italia (bandiera) | D     | Ugo Dragone                |
|    | Italia (bandiera) | C     | Mauro Fasolo               |
|    | Italia (bandiera) | C     | Alfredo Fulvi              |
|    | Italia (bandiera) | D     | Pietro Fusco               |
|    | Italia (bandiera) | D     | Silvio Vittorio Giampietro |
|    | Italia (bandiera) | P     | Pier Paolo La Barba        |

| N. |                   | Ruolo | Calciatore          |
| -- | ----------------- | ----- | ------------------- |
|    | Italia (bandiera) | A     | Giampiero Lalli     |
|    | Italia (bandiera) | D     | Pino La Scala       |
|    | Italia (bandiera) | C     | Giovanni Manari     |
|    | Italia (bandiera) | C     | Felice Mancini      |
|    | Italia (bandiera) | C     | Giovanni Marchesan  |
|    | Italia (bandiera) | A     | Franco Marescalco   |
|    | Italia (bandiera) | D     | Patrizio Paolone    |
|    | Italia (bandiera) | D     | Lorenzo Pennese     |
|    | Italia (bandiera) | P     | Gioacchino Ranavolo |
|    | Italia (bandiera) | C     | Alessandro Romei    |
|    | Italia (bandiera) | D     | Edgardo Sanchi      |
|    | Italia (bandiera) | C     | Paolo Zacchini      |

## Risultati

### Campionato

#### Girone di andata
| 17 settembre 1989 1ª giornata | Gubbio | 1 – 0 | Lanciano |  |

| 24 settembre 1989 2ª giornata | Lanciano | 0 – 1 | Civitanovese |  |

| 1º ottobre 1989 3ª giornata | Chieti | 1 – 1 | Lanciano |  |

| 8 ottobre 1989 4ª giornata | Lanciano | 0 – 0 | Teramo |  |

| 15 ottobre 1989 5ª giornata | Fano | 3 – 0 | Lanciano |  |

| 22 ottobre 1989 6ª giornata | Lanciano | 1 – 1 | Bisceglie |  |

| 29 ottobre 1989 7ª giornata | Castel di Sangro | 2 – 2 | Lanciano |  |

| 5 novembre 1989 8ª giornata | Lanciano | 0 – 1 | Rimini |  |

| 12 novembre 1989 9ª giornata | Forlì | 1 – 0 | Lanciano |  |

| 19 novembre 1989 10ª giornata | Lanciano | 1 – 0 | Campobasso |  |

| 26 novembre 1989 11ª giornata | Baracca Lugo | 1 – 0 | Lanciano |  |

| 3 dicembre 1989 12ª giornata | Lanciano | 0 – 0 | Vis Pesaro |  |

| 10 dicembre 1989 13ª giornata | Giulianova | 1 – 1 | Lanciano |  |

| 17 dicembre 1989 14ª giornata | Lanciano | 4 – 2 | Celano |  |

| 30 dicembre 1989 15ª giornata | Trani | 0 – 0 | Lanciano |  |

| 7 gennaio 1990 16ª giornata | Riccione | 2 – 0 | Lanciano |  |

| 14 gennaio 1990 17ª giornata | Lanciano | 1 – 2 | Jesi |  |

#### Girone di ritorno
| 28 gennaio 1990 18ª giornata | Lanciano | 0 – 0 | Gubbio |  |

| 4 febbraio 1990 19ª giornata | Civitanovese | 0 – 0 | Lanciano |  |

| 11 febbraio 1990 20ª giornata | Lanciano | 0 – 0 | Chieti |  |

| 18 febbraio 1990 21ª giornata | Teramo | 1 – 1 | Lanciano |  |

| 4 marzo 1990 22ª giornata | Lanciano | 0 – 0 | Fano |  |

| 11 marzo 1990 23ª giornata | Bisceglie | 0 – 0 | Lanciano |  |

| 18 marzo 1990 24ª giornata | Lanciano | 1 – 0 | Castel di Sangro |  |

| 25 marzo 1990 25ª giornata | Rimini | 2 – 1 | Lanciano |  |

| 1º aprile 1990 26ª giornata | Lanciano | 1 – 1 | Forlì |  |

| 8 aprile 1990 27ª giornata | Campobasso | 1 – 1 | Lanciano |  |

| 14 aprile 1990 28ª giornata | Lanciano | 0 – 2 | Baracca Lugo |  |

| 29 aprile 1990 29ª giornata | Vis Pesaro | 1 – 0 | Lanciano |  |

| 6 maggio 1990 30ª giornata | Lanciano | 1 – 0 | Giulianova |  |

| 13 maggio 1990 31ª giornata | Celano | 1 – 1 | Lanciano |  |

| 20 maggio 1990 32ª giornata | Lanciano | 1 – 0 | Trani |  |

| 27 maggio 1990 33ª giornata | Lanciano | 1 – 0 | Riccione |  |

| 3 giugno 1990 34ª giornata | Jesi | 1 – 1 | Lanciano |  |